# Banco do Estado do Paraná
O Banco do Estado do Paraná (BANESTADO) foi um banco estatal pertencente ao estado brasileiro do Paraná. Fundado em 1928 pelo então presidente do estado Affonso Alves de Camargo. Foi um dos bancos mais sólidos do sistema financeiro público do país até meados dos anos 90. A partir de então, o governo do presidente Fernando Henrique Cardoso estimulou a privatização do banco, como fez com os demais bancos estaduais brasileiros. Assim, em outubro de 2000, o Banco do Estado do Paraná foi desestatizado e adquirido pelo Banco Itaú em leilão por 1,6 bilhão de reais.
As decisões de agentes públicos que antecederam a privatização do Banestado foram objeto de processos na Justiça brasileira.
Entre 1996 e 2002, foram desviados cerca de trinta bilhões de reais pelas contas CC5, através de agências bancárias em Foz do Iguaçu, para paraísos fiscais de modo a sonegar impostos. O Banestado junto das agências bancárias em Foz do Iguaçu do Banco do Brasil, Bemge, Banco Araucária e Banco Real obtiveram autorizações especiais para manusear as contas CC5, que foram utilizadas para remeter o dinheiro ilegalmente ao exterior. A ação, apurada pela CPI do Banestado, resultou no Escândalo do Banestado, quando o caso veio a público. O relatório final da CPI, de autoria do deputado José Mentor, pedia o indiciamento de Gustavo Franco, Celso Pitta, Samuel Klein, entre outros nomes, num total de 91 envolvidos.